# Татеяма (город)
Татея́ма (яп. 館山市 Татэяма-си) — город в Японии, находящийся в префектуре Тиба. Площадь города составляет 110,22 км², население — 47 601 человек (1 августа 2014), плотность населения — 431,87 чел./км².

## Географическое положение
Город расположен на острове Хонсю в префектуре Тиба региона Канто. С ним граничит город Минамибосо.

## Население
Население города составляет 47 601 человек (1 августа 2014), а плотность — 431,87 чел./км². Изменение численности населения с 1980 по 2005 годы:
| 1980 | 56 257 чел. |  |
| 1985 | 56 035 чел. |  |
| 1990 | 54 575 чел. |  |
| 1995 | 52 880 чел. |  |
| 2000 | 51 412 чел. |  |
| 2005 | 50 527 чел. |  |

## Символика
Деревом города считается камелия.